# Капија
Капија (од тур.  — „врата”) или вратнице је грађевински елеменат и елеменат архитектуре који омогућава пролаз кроз одбрамбену линију утврђене целине.
Има по правилу безбедностни карактер и одређује ко може да ступи односно изађе из утврђене целине – простора и као главни комуникациони и безбедносни систем одређује границе између сигурности унутар и свет изван утврђења и добија и симболичне и репрезентативне знаке. Капијама су биле опремљене средњовековне утврде, манастири, палате и градови.

## Историја капија
Најстарије капије се јављају у дубоком старом веку на предњем истоку и у средњоморској области а у Европи од утврђених Келтских градова. У 13. веку долази до истински утврђених градова најме после упада Монгола године 1241.

### Капиџик
За мала споредна дрвена врата се каже „капиџик”. Капиџици су карактеристични за градове са турском историјом (Београд, Врање). Из сваке турске баште, мала врата су водила у суседно двориште. То је ишло тако да се кроз те капиџике могло изаћи на други крај града, а да се не изађе на улицу.

## Функције капија
У одбрани градова су улази били најугроженија места и због тога им се посвећивала нарочита пажња. У доба највећих недаћа (за време тридесетогодишњих ратова) су се капије зазиђивале. Најсложенији системи су се градили у рано ново доба када су се градиле неколико капија које су покривале једна другу у циљу одбране града.
Главне капије су била и стражарска места са којих су се узбуњивали грађани приликом пожара или напада непријатеља. Из тога разлога је капија била снабдевене звонима. Ове функције су временом престале да се употребљавају па је капија постала место занатске производње јер занатлија ту никог није нарушавао буком.
Капије су по правилу први елеменат који посетилац види приликом улаза у град и оне се граде тако да показују богатство. Капије бивају понекад јако украшаване. Неке од капија у потпуности губе своје одбрамбене функције и имају само репрезентативне као на пример бране на улазу у паркове и гробља.
Капија је била и симбол самог града и у њу су се уграђивали симболи града. По некада после изградње капије нису били новци за изградњу зидина па је капија постала само симболично део утврде.
Поред улаза у тврђаву, „капија” је назив за врата или улаз у двориште (или кућу).
Капија се најчешће израђује од дрвета али у новије време и од метала.
Раније су величина капије као и украси на њој били статусни симбол домаћина, тако да су код богаташа капије биле велике и украшене резбарењем или металним оковима. Обично је у домаћинствима постојала главна капија (велика капија) која је служила као главни улаз (за кола), а постојала је једна или две мање капије као помоћни улази-излази.
Сама реч „капија” потиче од турске речи „kapi”. Капија је такође место где домаћин дочекује и испраћа госта, коме жели да изрази посебну част.